# Sveti Križ Začretje
Sveti Križ Začretje es un municipio de Croacia en el condado de Krapina-Zagorje.

## Geografía
Se encuentra a una altitud de 167 m s. n. m. a 52,4 km de la capital nacional, Zagreb.

## Demografía
En el censo 2011, el total de población del municipio fue de 6202 habitantes, distribuidos en las siguientes localidades:
- Brezova - 288
- Ciglenica Zagorska - 616
- Donja Pačetina - 730
- Dukovec - 258
- Galovec Začretski - 290
- Klupci Začretski - 108
- Komor Začretski - 153
- Kotarice - 120
- Kozjak Začretski - 232
- Mirkovec - 474
- Pustodol Začretski - 231
- Sekirišće - 392
- Sveti Križ Začretje - 897
- Štrucljevo - 368
- Švaljkovec - 336
- Temovec - 234
- Vrankovec - 233
- Završje Začretsko - 40
- Zleć - 150